# Salvatore Isgrò
Salvatore Isgrò (Barcellona Pozzo di Gotto, 21 ottobre 1930 – Sassari, 2 maggio 2004) è stato un arcivescovo cattolico italiano.

## Biografia
Nacque a Barcellona Pozzo di Gotto, nell'arcidiocesi di Messina, il 21 ottobre 1930 da padre siciliano e madre sarda.

### Formazione e ministero sacerdotale
Si trasferì sin da fanciullo in Sardegna ed entrò nel seminario arcivescovile di Oristano. A Cuglieri frequentò gli studi teologici, conseguendo poi a Roma il dottorato nella Pontificia Università Lateranense.
Fu ordinato sacerdote il 29 giugno 1953.
Fu rettore del seminario arcivescovile e del santuario del Rimedio di Oristano.

### Ministero episcopale
Il 25 aprile 1975 papa Paolo VI lo elesse vescovo di Gravina e Irsina e prelato di Altamura, in Puglia, e il successivo 21 giugno ricevette l'ordinazione episcopale dal cardinale Sebastiano Baggio, co-consacranti gli arcivescovi Sebastiano Fraghì e Giuseppe Bonfiglioli. Dall'8 aprile 1978 fu anche prelato di Acquaviva delle Fonti.
Il 18 marzo 1982 fu promosso arcivescovo metropolita di Sassari, in Sardegna.
Dopo una breve malattia, si spense a Sassari il 2 maggio 2004, all'età di 73 anni. Le sue spoglie riposano nella cattedrale di San Nicola di Sassari.

## Genealogia episcopale
La genealogia episcopale è:
- Cardinale Scipione Rebiba
- Cardinale Giulio Antonio Santori
- Cardinale Girolamo Bernerio, O.P.
- Arcivescovo Galeazzo Sanvitale
- Cardinale Ludovico Ludovisi
- Cardinale Luigi Caetani
- Cardinale Ulderico Carpegna
- Cardinale Paluzzo Paluzzi Altieri degli Albertoni
- Papa Benedetto XIII
- Papa Benedetto XIV
- Cardinale Enrico Enriquez
- Arcivescovo Manuel Quintano Bonifaz
- Cardinale Buenaventura Córdoba Espinosa de la Cerda
- Cardinale Giuseppe Maria Doria Pamphilj
- Papa Pio VIII
- Papa Pio IX
- Cardinale Alessandro Franchi
- Cardinale Giovanni Simeoni
- Cardinale Antonio Agliardi
- Cardinale Basilio Pompilj
- Cardinale Adeodato Piazza, O.C.D.
- Cardinale Sebastiano Baggio
- Arcivescovo Salvatore Isgrò